# Vistas Verlag
Der Vistas Verlag (Eigenschreibweise VISTAS) ist ein deutscher Verlag mit dem Schwerpunkt auf medien-wissenschaftliche Fachliteratur.

## Geschichte
Der Verlag wurde 1984 von dem Verleger Folker U. Strobel zeitgleich mit der Einführung des dualen Rundfunksystems in Deutschland gegründet. Sitz des Verlages war zunächst Berlin. Seit dieser Zeit trägt der Verlag den Zusatz „Der Medienverlag“. 2014 wurde der Verlag an Thomas Köhler und Judith Zimmermann verkauft. Im selben Jahr verlegte VISTAS seinen Sitz nach Leipzig.

## Programm
Das Verlagsprogramm war – bis auf wenige Ausnahmen – von Anfang an auf die wissenschaftliche Medienliteratur (Verlagsmotto: „er-lesene Kompetenz“) ausgerichtet. Sender wie zum Beispiel die Deutsche Welle oder die DW Akademie veröffentlichen dort ihre Schriftenreihen.
Ferner verlegt VISTAS Schriftenreihen von folgenden Universitäten und Instituten: Humboldt-Universität Berlin, Technische Universität Dortmund, Hochschule für Film und Fernsehen ‘Konrad Wolf’, Erich-Brost-Institut für Journalismus, sowie Schriftenreihen zahlreicher Landesmedienanstalten aus Sachsen-Anhalt, Nordrhein-Westfalen, Thüringen, Berlin-Brandenburg, Niedersachsen, Schleswig-Holstein, Hamburg. Ferner die Titel der Kommission für Jugendmedienschutz der Landesmedienanstalten.
Zu den erfolgreichsten Einzeltiteln aus der Berliner Zeit des Verlages gehörte unter anderem das Standardwerk Ratgeber Freie Journalisten, das in der Zeit von 1987 bis 2003 erschien. Herausgeber waren Kurt Weichler (1987), Berthold L. Flöper (1992) und Tom Buschardt (1998 u. 2003).

## Verlagerung nach Leipzig
In Leipzig erscheint seit 2014 der jährliche Digitalisierungsbericht. Buchtitel wie Akzeptanz und Bewertung des lokalen und regionalen Fernsehens in Ostdeutschland, Der Rundfunk als privates und öffentliches Gut oder Themen zur Legitimation des öffentlich-rechtlichen Rundfunks sind repräsentativ für die derzeitige Ausrichtung der Verlagstitel, die eher ein Medien-Fachpublikum ansprechen. Dabei deckt das Verlagsprogramm thematisch von Computerspielen über „Jugendmedienschutz in einem sexualisierten Alltag“ und klassischen Medienthemen ein sehr breites, wissenschaftlich geprägtes Spektrum ab.
Der Verlag ist Mitglied im Börsenverein des Deutschen Buchhandels und auf der Leipziger Buchmesse vertreten.